# Tony Popovic
Antony Popovic (/ˈpɒpəvɪtʃ/ POP-ə-vitch; tiếng Croatia: Tony Popović, phát âm [pǒpoʋitɕ]; sinh ngày 4 tháng 7 năm 1973) là một huấn luyện viên và cựu cầu thủ bóng đá. Popovic hiện là huấn luyện viên trưởng Perth Glory tại A-League.
Khi còn thi đấu Popovic thường đá ở vị trí hậu vệ. Anh bắt đầu sự nghiệp chơi bóng vào năm 1989 tại Sydney United và sau đó là Sanfrecce Hiroshima của Nhật và Crystal Palace của Anh. Anh đá cho đội tuyển Úc tại Giải vô địch bóng đá thế giới 2006.

## Đội tuyển bóng đá quốc gia
Tony Popovic thi đấu cho đội tuyển bóng đá quốc gia Úc từ năm 1995 đến 2006.

## Thống kê sự nghiệp
| Đội tuyển bóng đá Úc | Đội tuyển bóng đá Úc | Đội tuyển bóng đá Úc |
| Năm                  | Trận                 | Bàn                  |
| -------------------- | -------------------- | -------------------- |
| 1995                 | 8                    | 0                    |
| 1996                 | 10                   | 0                    |
| 1997                 | 2                    | 0                    |
| 1998                 | 2                    | 0                    |
| 1999                 | 0                    | 0                    |
| 2000                 | 7                    | 1                    |
| 2001                 | 10                   | 5                    |
| 2002                 | 0                    | 0                    |
| 2003                 | 2                    | 1                    |
| 2004                 | 5                    | 0                    |
| 2005                 | 8                    | 0                    |
| 2006                 | 4                    | 1                    |
| Tổng cộng            | 58                   | 8                    |